# 李諲
李諲（?—?），唐朝皇子，《旧唐书》记载为唐德宗李适的第八子，但从《太子第二男追封缙云郡王赐名諲制》来看，他可能应为德宗次子。生母不详。
开始被封为缙云郡王，早早去世。建中二年（781年），李諲被父亲唐德宗追封为代王。

## 延伸阅读
[在维基数据编辑]
 在维基文库阅读此作者作品
 《舊唐書/卷150》，出自刘昫《舊唐書》